# Crónica general de España

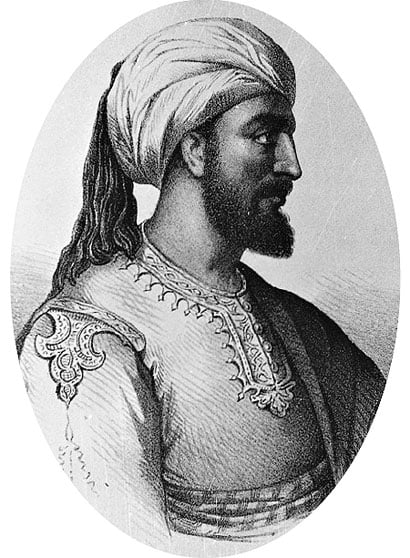
Retrato ilustrativo del del emir omeya Abderramán I, de la Crónica general de España (1865-1871)

Crónica general de España es una serie de libros publicada entre 1865 y 1871.

## Descripción
Publicada entre 1865 y 1871, esta serie de libros incluye tomos sobre cada provincia española, además de diversos territorios coloniales. Fue dirigida por Cayetano Rosell e impresa en Madrid por Rubio, Grilo y Vitturi. El título completo era Crónica general de España, o sea, historia ilustrada y descriptiva de sus poblaciones más importantes y posesiones de ultramar.

## Volúmenes
| Título                                           | Año  | Autor                                         | Ref    |
| ------------------------------------------------ | ---- | --------------------------------------------- | ------ |
| Crónica de la provincia de Madrid                | 1865 | Cayetano Rosell (1817-1883)                   | [ 2 ]  |
| Crónica de la provincia de Vizcaya               | 1865 | Francisco Rodríguez García                    | [ 3 ]  |
| Crónica de la provincia de Albacete              | 1866 | Narciso Blanch e Illa (f. 1874)               | [ 4 ]  |
| Crónica del principado de Asturias               | 1866 | Evaristo Escalera (1833-1896)                 | [ 5 ]  |
| Crónica de la provincia de Burgos                | 1866 | Joaquín Maldonado Macanaz (1833-1901)         | [ 6 ]  |
| Crónica de la provincia de Gerona                | 1866 | Narciso Blanch e Illa (f. 1874)               | [ 7 ]  |
| Crónica de la provincia de Huelva                | 1866 | Manuel Climent (1810-1870)                    | [ 8 ]  |
| Crónica de la provincia de Huesca                | 1866 | José Fernando González (1836-1915)            | [ 9 ]  |
| Crónica de la provincia de La Coruña             | 1866 | Fernando Fulgosio (1831-1873)                 | [ 10 ] |
| Crónica de la provincia de Teruel                | 1866 | Pedro Pruneda (1830-1869)                     | [ 11 ] |
| Crónica de la provincia de Toledo                | 1866 | Eduardo de Mariátegui (1835-1880)             | [ 12 ] |
| Crónica de la provincia de Ciudad Real           | 1867 | José de Hosta                                 | [ 13 ] |
| Crónica de la provincia de Córdoba               | 1867 | Manuel González de la Llana (1835-1911)       | [ 14 ] |
| Crónica de la provincia de Jaén                  | 1867 | Francisco Lozano Muñoz                        | [ 15 ] |
| Crónica de la provincia de León                  | 1867 | José García de la Foz (f. 1895)               | [ 16 ] |
| Crónica de la provincia de Lugo                  | 1867 | José Villa-Amil y Castro (1838-1910)          | [ 17 ] |
| Crónica de la provincia de Palencia              | 1867 | Federico Villalva (1834-1884)                 | [ 18 ] |
| Crónica de la provincia de Pontevedra            | 1867 | Fernando Fulgosio (1831-1873)                 | [ 19 ] |
| Crónica de la provincia de Soria                 | 1867 | Antonio Pérez Rioja (f. 1902)                 | [ 20 ] |
| Crónica de la provincia de Valencia              | 1867 | Vicente Boix (1813-1880)                      | [ 21 ] |
| Crónica de la provincia de Álava                 | 1868 | José Bisso (1830-1893)                        | [ 22 ] |
| Crónica de la provincia de Alicante              | 1868 | Vicente Boix (1813-1880)                      | [ 23 ] |
| Crónica de la provincia de Cádiz                 | 1868 | José Bisso (1830-1893)                        | [ 24 ] |
| Crónica de la provincia de Castellón de la Plana | 1868 | Adolfo Miralles de Imperial (1845-1870)       | [ 25 ] |
| Crónica de la provincia de Guipúzcoa             | 1868 | Fernando Fulgosio (1831-1873)                 | [ 26 ] |
| Crónica de la provincia de Lérida                | 1868 | Enrique Blanch (f. 1869)                      | [ 27 ] |
| Crónica de la provincia de Navarra               | 1868 | Julio Nombela (1836-1919)                     | [ 28 ] |
| Crónica de la provincia de Orense                | 1868 | Fernando Fulgosio (1831-1873)                 | [ 29 ] |
| Crónica de la provincia de Zaragoza              | 1868 | José Fernando González (1836-1915)            | [ 30 ] |
| Crónica de las islas Canarias                    | 1868 | Waldo Giménez Romera (1835-1896)              | [ 31 ] |
| Crónica de la provincia de Almería               | 1869 | Enrique Santoyo                               | [ 32 ] |
| Crónica de la provincia de Cuenca                | 1869 | Pedro Pruneda (1830-1869)                     | [ 33 ] |
| Crónica de la provincia de Granada               | 1869 | Juan de Dios de la Rada y Delgado (1827-1901) | [ 34 ] |
| Crónica de la provincia de Guadalajara           | 1869 | José María Escudero (1829-1883)               | [ 35 ] |
| Crónica de la provincia de Logroño               | 1869 | Waldo Giménez Romera (1835-1896)              | [ 36 ] |
| Crónica de la provincia de Málaga                | 1869 | José Bisso (1830-1893)                        | [ 37 ] |
| Crónica de la provincia de Salamanca             | 1869 | Manuel González de la Llana (1835-1911)       | [ 38 ] |
| Crónica de la provincia de Santander             | 1869 | Manuel de Assas (1813-1880)                   | [ 39 ] |
| Crónica de la provincia de Sevilla               | 1869 | José Bisso (1830-1893)                        | [ 40 ] |
| Crónica de la provincia de Valladolid            | 1869 | Fernando Fulgosio (1831-1873)                 | [ 41 ] |
| Crónica de la provincia de Zamora                | 1869 | Fernando Fulgosio (1831-1873)                 | [ 42 ] |
| Crónica de la provincia de Ávila                 | 1870 | Fernando Fulgosio (1831-1873)                 | [ 43 ] |
| Crónica de la provincia de Badajoz               | 1870 | Manuel Henao y Muñoz (1828-1891)              | [ 44 ] |
| Crónica de la provincia de Barcelona             | 1870 | Manuel Angelón (1831-1889)                    | [ 45 ] |
| Crónica de la provincia de Cáceres               | 1870 | Juan P. de Guzmán (1841-1928)                 | [ 46 ] |
| Crónica de la provincia de Murcia                | 1870 | José Bisso (1830-1893)                        | [ 47 ] |
| Crónica de la provincia de Tarragona             | 1870 | Fernando Fulgosio (1831-1873)                 | [ 48 ] |
| Crónica de las islas Baleares                    | 1870 | Fernando Fulgosio (1831-1873)                 | [ 49 ] |
| África: islas de Fernando Poo, Corisco y Annobón | 1871 | José Muñoz y Gaviria                          | [ 50 ] |
| Crónica de las Antillas                          | 1871 | Jacobo de la Pezuela (1811-1882)              | [ 51 ] |
| Crónica de las islas Filipinas                   | 1871 | Fernando Fulgosio (1831-1873)                 | [ 52 ] |